# The Teacher at Rockville
The Teacher at Rockville (conosciuto anche come The Little Mother o The School Teacher of Rockville) è un cortometraggio muto del 1913 diretto da Francis J. Grandon.

## Produzione
Il film fu prodotto dalla Lubin Manufacturing Company.

## Distribuzione
Distribuito dalla General Film Company, il film - un cortometraggio in una bobina - uscì nelle sale USA il 24 febbraio 1913. La Moving Pictures Sales Agency lo distribuì il 24 aprile dello stesso anno nel Regno Unito.